# Petru Drăgoescu
Petru Drăgoescu (uneori scris și Petre Drăgoescu, n. 22 iulie 1962, Petroșani, Hunedoara, România) este un fost atlet român specializat în probele de semifond.

## Carieră
Petroșeneanul este multiplu campion național și balcanic la 800 m și 1500 m. S-a clasat pe locul patru la 800 m la Campionatul European în sală din 1983 și a participat în acel an la Campionatul Mondial de la Helsinki. Din cauza unei accidentări a ratat Jocurile Olimpice din 1984.
În anul 1985 el a obținut locul patru la Jocurile Mondială în sală de la Paris și la Campionatul European în sală de la Atena a cucerit medalia de argint în urma britanicul Rob Harrison. La Universiada de la Kobe a ocupat locul patru. În 1988 s-a clasat pe locul zece la Campionatul European în sală.
Petru Drăgoescu deține recordul național la 800 de metri în sală cu un timp de 1:47,21 min, stabilit la Campionatul European în sală din 1985. A deținut și recordul național de 1500 de metri în sală, ce a rezistat pănă în 2014, și recordul național de 800 de metri în aer liber, 1:45,41 min, stabilit la Universiada din 1985. Acest record a rezistat 36 de ani, pănă cănd Cătălin Tecuceanu a alergat 1:44,93 min în anul 2021.
În 2004 el a primit Medalia „Meritul Sportiv” clasa I.

## Realizări
| An   | Competiție                   | Locație            | Loc | Eveniment | Note    |
| ---- | ---------------------------- | ------------------ | --- | --------- | ------- |
| 1983 | Campionatul European în sală | Budapesta, Ungaria | 4   | 800 m     | 1:47,91 |
| 1983 | Universiada                  | Edmonton, Canada   | 16  | 800 m     |         |
| 1983 | Campionatul Mondial          | Helsinki, Finlanda | 31  | 800 m     | 1:48,33 |
| 1985 | Jocurile Mondială în sală    | Paris, Franța      | 4   | 800 m     | 1:48,34 |
| 1985 | Campionatul European în sală | Atena, Grecia      | 2   | 800 m     | 1:49,38 |
| 1985 | Universiada                  | Kobe, Japonia      | 4   | 800 m     | 1:45,41 |
| 1985 | Universiada                  | Kobe, Japonia      | 8   | 1500 m    | 3:48,66 |
| 1988 | Campionatul European în sală | Budapesta, Ungaria | 10  | 800 m     | 1:49,24 |

## Recorduri personale
| Probă          | Performanță | Dată              | Locație   |
| -------------- | ----------- | ----------------- | --------- |
| 800 m          | 1:45,41     | 4 septembrie 1985 | Kobe      |
| 1500 m         | 3:40,38     | 8 septembrie 1984 | Atena     |
| 800 m în sală  | 1:47,21 RN  | 2 martie 1985     | Pireu     |
| 1500 m în sală | 3:41,02     | 23 februarie 1985 | Budapesta |